# Taxonomia alfa

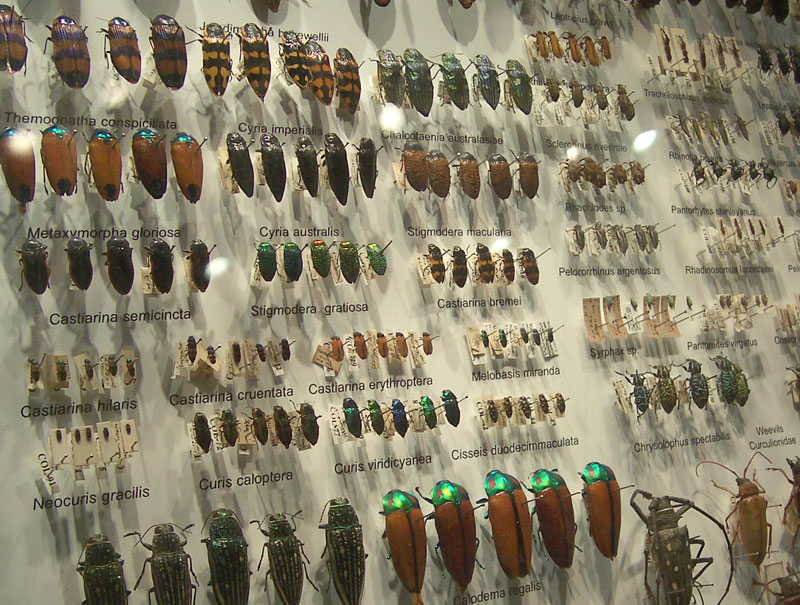
Alfa taxonomia é a descrição e nomeação de espécies, tais com neste vitrine de espécimes zoológicos de escaravelhos.

A Taxonomia alfa é a disciplina científica que se ocupa de encontrar, descrever e nomear taxa de organismos vivos ou fósseis.
O campo é apoiado por instituições como museus de história natural, herbários e jardins botânicos que possuem colecções destes organismos. O modificador "alfa" quer significar que a alfa taxonomia é a primeira etapa da taxonomia.